# Rysslands provisoriska regering
Rysslands provisoriska regering (ryska: Временное правительство России, Vremennoje pravitel'stvo Rossii) kallas den regering som år 1917 styrde Kejsardömet Ryssland och därefter, från 14 september, Ryska republiken mellan februarirevolutionen och oktoberrevolutionen. 

## Historik
Februarirevolutionen bröt ut den 23 februari 1917 och ledde till tsar Nikolaj II:s abdikation den 2 mars. Samma dag bildades den provisoriska regeringen efter en uppgörelse mellan den provisoriska dumakommittén och Petrograds arbetar- och soldatråd. Till provisoriska regeringens första premiärminister utsågs Georgij Lvov från det liberala kadettpartiet. Lvov var emellertid en svag kompromisskandidat och regeringens mest inflytelserika medlemmar var utrikesminister Pavel Miljukov från kadettpartiet, krigsminister Aleksandr Gutjkov från konservativa oktobristpartiet och justitieminister Aleksandr Kerenskij från det socialistrevolutionära partiet. Den senares inflytande byggde delvis på att också ingick i den mäktiga petrogradsovjeten.
Den provisoriska regeringen var helt präglad av det pågående första världskriget. När utrikesminister Miljukov sände en not till Rysslands allierade som garanterade fortsatt ryskt deltagande i det impopulära kriget följde den första regeringskrisen. Miljukov och Gutjkov avgick och ersattes av sex socialistiska representanter för sovjeten i vad som senare har blivit känt som koalitionsregeringen. Finansminister Michail Teresjtjenko blev ny utrikesminister och Kerenskij efterträdde Gutjkov som krigsminister. Kerenskij hade dock inte för avsikt att avsluta kriget, tvärtom intensifierade kriget genom Kerenskijoffensiven (Galizienoffensiven). Offensiven blev dock en katastrof och underminerade ytterligare den allt svagare regeringen. Den 4 juli inleddes de så kallade julidagarna i Petrograd, där spontana demonstrationer utbröt bland soldater och industriarbetare. Bolsjevikerna försökte leda demonstrationerna, som emellertid slogs ned av militären vilket tvingade Lenin att fly till Finland.
Regeringens allt svagare ställning tvingade fram premiärminister Lvovs avgång. Han efterträddes av Kerenskij som ombildade och radikaliserade regeringen, bland annat utnämnde han den förra terroristen Boris Savinkov till vice krigsminister. Finansminister Nikolaj Nekrasov utnämndes samtidigt till vice premiärminister. Den 22–27 augusti genomfördes ett kuppförsök av överbefälhavaren Lavr Kornilov som dock misslyckades. Kornilovaffären stärkte Kerenskij i hans övertygelse att regeringen i första hand hotades av monarkister och konservativa. Den 25 oktober tog bolsjevikerna makten i samband med oktoberrevolutionen, och den provisoriska regeringen ersattes av folkkommissariernas råd under Lenins ordförandeskap.
Flera medlemmar i den provisoriska regeringen flydde till Frankrike och stödde därifrån vita armén under ryska inbördeskriget som inleddes året efter. Bolsjevikernas röda armé under Lev Trotskij gick dock segrande ur kriget, och 1922 kunde Sovjetunionen utropas.  